# 65 Pułk Strzelców Ardeńskich

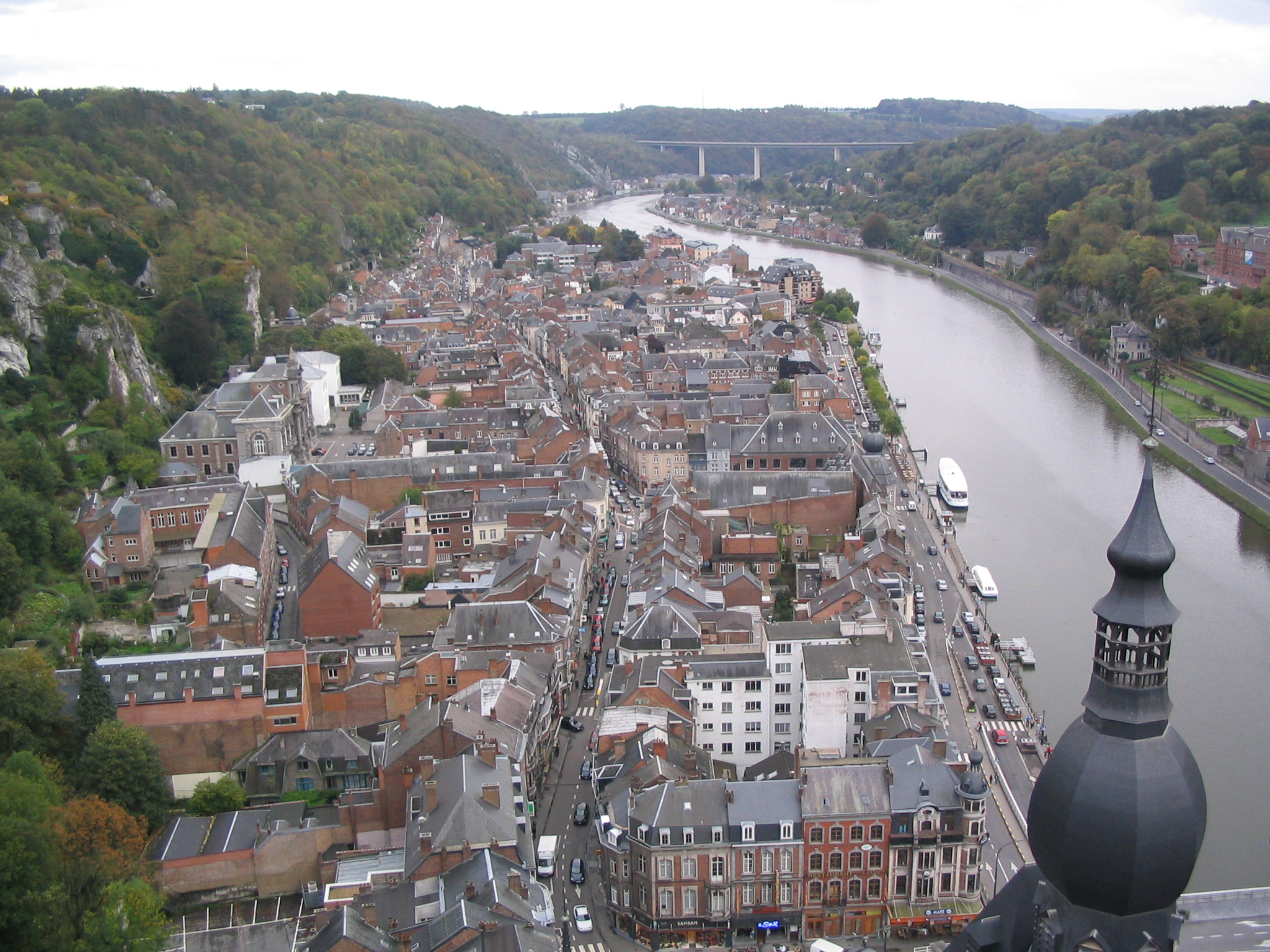
Dinant, miejsce zaciętych walk 65 Pułku Strzelców Ardeńskich

65 Pułk Strzelców Ardeńskich – oddział piechoty armii belgijskiej okresu II wojny światowej. Żołnierze tego pułku brali udział w obronie Belgii przed siłami niemieckimi wiosną 1940.
65 Pułk Strzelców Ardeńskich wraz z częścią pułków 77. i 125. bronił belgijsko-francuskich pozycji nad Mozą w rejonie Dinant przed niemieckim uderzeniem dwóch batalionów 7 Pułku.